# Phlox dolichantha
Phlox dolichantha är en blågullsväxtart som beskrevs av Asa Gray. Phlox dolichantha ingår i släktet floxar, och familjen blågullsväxter. Inga underarter finns listade i Catalogue of Life.